# Rhodina mancipatalis
Rhodina mancipatalis là một loài bướm đêm trong họ Erebidae.